# Bismarck (Radsportteam)
Bismarck war ein von 1946 bis 1956 bestehendes deutsches professionelles Radsportteam. Sponsor war das Bismarckwerk aus Radevormwald in Nordrhein-Westfalen, das Motorräder und Fahrräder produzierte.

## Geschichte
1946 begann Bismarck mit dem Sponsoring im Radsport, zunächst war nur Josef Berger unter Vertrag. 1948 wurde ein erstes komplettes Team von Radrennfahrern aufgestellt. Die bedeutendsten sportlichen Erfolge waren die Siege im Eintagesrennen Berlin–Cottbus–Berlin 1948 (Hans Preiskeit), der Gesamtsieg in der Deutschland-Rundfahrt 1950 (Roger Gyselinck) und 1955 (Rudi Theissen), bei Gent–Wevelgem 1952 (Raymond Impanis) und in der Deutschen Meister im Zweier-Mannschaftsfahren 1949 (Günther Pankoke mit Werner Holthöfer).
Ende 1956 beendete Bismarck sein Engagement im Berufsradsport.

## Erfolge
1947
- eine Etappe Grünes Band vom Rhein

1948
- drei Etappen Grünes Band der IRA
- Berlin–Cottbus–Berlin

1949
- zwei Etappen Grünes Band der IRA
- Deutsche Meisterschaft Zweier-Mannschaftsfahren

1950
- Gesamtwertung Deutschland-Rundfahrt

1952
- Gent–Wevelgem
- eine Etappe Paris–Nizza
- zwei Etappen Katalonien-Rundfahrt

1955
- Gesamtwertung und vier Etappensiege Deutschland-Rundfahrt

## Bekannte Fahrer
- Roger Gyselinck
- Raymond Impanis
- Hennes Junkermann
- Heinz Müller
- Günther Pankoke
- Hans Preiskeit
- Rudi Theissen